# 2022 en Norvège
Chronologie de la Norvège
- 2018
- 2019
- 2020
- 2021
- 2022
- 2023
- 2024
- 2025
- 2026

Cet article présente les faits marquants de l'année 2022 en Norvège ou relatifs à la Norvège.

## Gouvernance
- Harald V est roi de Norvège.
- Jonas Gahr Støre dirige le gouvernement.

## Événements
- L'Attentat du 25 juin 2022 à Oslo est une fusillade de masse survenue à Oslo en Norvège, dans trois endroits dont un bar gay, au cours de laquelle deux personnes sont tuées et 21 autres blessées[1].
- Le 18 mars, un convertible MV-22 Osprey de l'United States Marine Corps Aviation s'écrase au sud de Bodø en Norvège. Participant à l'exercice Cold Response, les 4 personnes à bord sont décédées[2].

## Sport
- La 27e édition des championnats du monde de vol à ski se déroule du 11 mars 2022 au 13 mars 2022 à Vikersundbakken en Norvège. L'Allemand Karl Geiger est le tenant du titre tandis que la Norvège tentera de défendre son titre par équipe.
- Les Championnats du monde toutes épreuves de patinage de vitesse 2022 se déroulent à Hamar en Norvège du 5 au 6 mars 2022. L'événement est organisé par l'Union internationale de patinage (ISU)[3].

### Cyclisme
- L'Arctic Race of Norway 2022 est la 9e édition de cette course cycliste masculine sur route. Elle a lieu du 11 au 14 août 2022 en Norvège et fait partie du calendrier UCI ProSeries 2022.
- La 11e édition du Tour de Norvège a eu lieu du 24 mai 2022 au 29 mai 2022. La course fait partie du calendrier UCI ProSeries 2022 en catégorie 2.Pro. Elle est remportée par le Belge Remco Evenepoel de l'équipe Quick-Step Alpha Vinyl.
- La 1re édition du Tour de Scandinavie féminin a lieu du 9 au 14 août 2021. Elle fait partie de l'UCI World Tour.

### Football
- Le championnat de Norvège féminin de football 2022 est la 36e édition du championnat de Norvège féminin. Le champion en titre, l'IL Sandviken, devient la section féminine du SK Brann[4].
- La saison 2022 du Championnat de Norvège de football est la 78e édition de la première division norvégienne. Les seize équipes s'affrontent au sein d'une poule unique, en matches aller-retour, à domicile et à l'extérieur. À l'issue de la saison, les deux derniers du classement sont relégués et remplacés par les deux meilleures formations de 1. divisjon, la deuxième division norvégienne. Le club classé 14e doit disputer un barrage de promotion-relégation face au vainqueur du tournoi accession de deuxième division. FK Bodø/Glimt est le tenant du titre. Hamarkameratene, Aalesunds FK et FK Jerv accèdent à l'élite norvégienne.

### Jeux Olympiques
- La Norvège participe aux Jeux olympiques d'hiver de 2022 à Pékin en Chine du 4 au 20 février 2022. Il s'agit de sa vingt-quatrième participation à des Jeux d'hiver. Elle termine à nouveau en tête du tableau des médailles et bat même son record de médailles d'or (16), mais pas de podiums (37), celui-ci ayant été établi quatre ans plus tôt à PyeongChang (39).

## Culture

### Cinéma
- Des ombres sans soleil (Sunless Shadows) est un film documentaire iranien réalisé par Mehrdad Oskouei et sorti en France en 2022.
- Narvik est un film norvégien réalisé par Erik Skjoldbjærg, sorti en 2022. Le film est inspiré de la bataille de Narvik qui s'est déroulée en Norvège en avril 1940.
- Sick of Myself (Syk pike) est un film norvégien réalisé par Kristoffer Borgli, sorti en 2022.
- Sister, What Grows Where Land Is Sick? est un film d'auteur norvégien, 1er long métrage[5],[6] réalisé par Franciska Eliassen, sorti en 2022 lors du 75e Festival international du film de Locarno[6].
- Troll est un film norvégien réalisé par Roar Uthaug, sorti en 2022.
- Viking Wolf (Vikingulven) est un film d'horreur et thriller norvégien réalisé par Stig Svendsen et sorti en 2022.

### Chanson
- La Norvège est l'un des quarante pays participants du Concours Eurovision de la chanson 2022, qui se déroule à Turin en Italie. Le pays est représenté par le duo Subwoolfer et leur chanson Give That Wolf a Banana, sélectionnés via le Melodi Grand Prix 2022. Le pays se classe 10e avec 182 points lors de la finale.

## Naissances
- Naissance en Norvège en 2022

## Décès
- Décès en Norvège en 2022